# Richard Anconina
Richard Anconina (Parigi, 28 gennaio 1953) è un attore francese.

## Biografia
Nato a Parigi da una famiglia ebraica di origine marocchina, esordisce al cinema nel 1978 nel film Comment se faire réformer in un piccolo ruolo; nonostante il buon esordio e una carriera continuativa, la svolta decisiva arriva solo intorno alla prima metà degli anni ottanta, in particolare con il film Ciao amico (1983) in cui affianca Coluche.
Nel 1988 ottiene il ruolo di protagonista nel film italiano Se lo scopre Gargiulo in cui interpreta il ruolo di Ferdinando, un ragazzo napoletano, camionista che si arrangia senza cedere mai alle richieste di pizzo dalla camorra, che prende a buon cuore le sorti di una ragazza  (Giuliana De Sio) maltrattata dalla famiglia del marito.
Sempre nel 1988, recita insieme a Jean-Paul Belmondo nel film Una vita non basta; con questa interpretazione la notorietà dell'attore si diffonde maggiormente a livello internazionale, grazie soprattutto all'ampia distribuzione che ottiene dalla casa produttrice.
Tra gli altri film a cui ha preso parte e che ne hanno decretato la notorietà a livello internazionale, da segnalare la commedia francese 8 zampe di guai (1996), in cui recita accanto a Christopher Lambert e a Philippine Leroy-Beaulieu.

## Filmografia

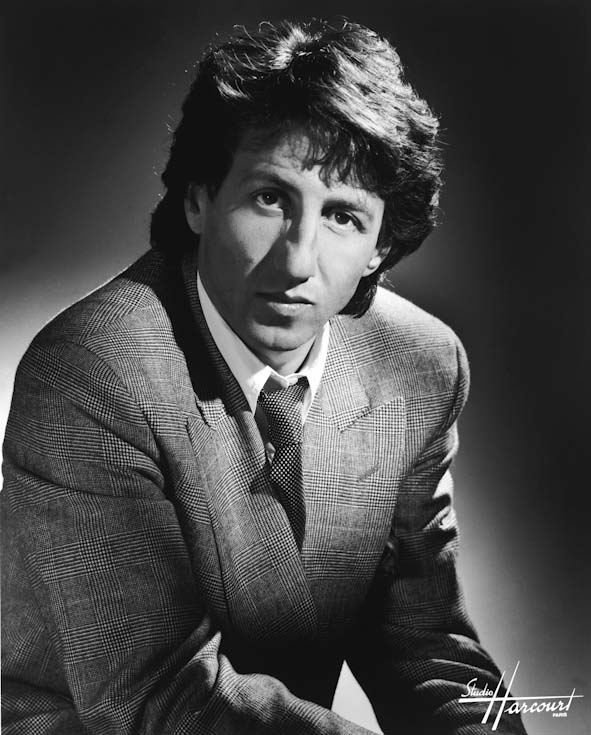
Richard Anconina negli anni ottanta.

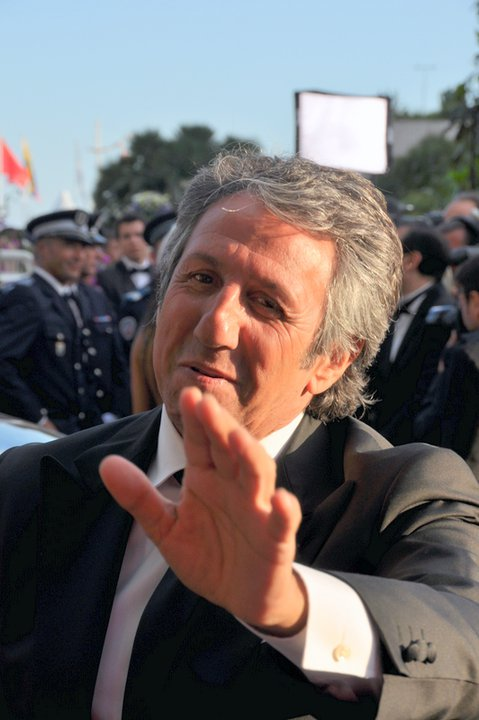
Richard Anconina al Festival di Cannes 2011.

### Cinema
- Comment se faire réformer, regia di Philippe Clair (1978)
- Les réformés se portent bien, regia di Philippe Clair (1978)
- Démons de midi, regia di Christian Paureilhe (1979)
- Le bar du téléphone, regia di Claude Barrois (1980)
- Un commissario al di sotto di ogni sospetto, regia di Claude Zidi (1980)
- Codice d'onore, regia di Alain Corneau (1981)
- Asphalte, regia di Denis Amar (1981)
- Une robe per pour un tueur, regia di José Giovanni (1981)
- La provinciale, regia di Claude Goretta (1981)
- Braccato, regia di Alain Delon e Robin Davis (1983)
- Cap Canaille, regia di Juliet Berto e Jean-Henri Roger (1983)
- Le jeune marié, regia di Bernand Stora (1983)
- Una pierre dans la bouche, regia di Jean-Louise Leconte (1983)
- Ciao amico, regia di Claude Berri (1983)
- L'Intrus, regia di Irène Jouannet (1984)
- Amore e musica, regia di Élie Chouraqui con Christoper Lambert e Caterina Deneuve (1984)
- Tornare per rivivere, regia di Claude Lelouch (1985)
- Police, regia di Maurice Pialat (1985)
- Zone rouge, regia di Robert Enrico (1986)
- Le môme, regia di Alain Corneau (1986)
- Levy e Goliath, regia di Gérard Oury (1987)
- Envoyez les violons, regia di Roger Andrieux (1988)
- Una vita non basta, regia di Claude Lelouch (1988)
- Se lo scopre Gargiulo, regia di Elvio Porta (1988)
- Miss Missouri, regia di Élie Chouraqui (1990)
- Le Petit Criminel, regia di Jacques Doillon (1990)
- À quoi tu penses-tu?, regia di Didier Kaminka (1992)
- Tragica conseguenza, regia di Denys Granier-Deferre (1993)
- Normandia:passaporto per morire, regia di Waris Hussein (1994)
- 8 zampe di guai, regia di Jeannot Szwarc (1996)
- La verità sull'amore (La Vérité si je mens!), regia di Thomas Gilou (2000)
- Six-Pack, regia di Alain Berbérian (2000)
- La Vérité si je mens! 2, regia di Thomas Gilou (2001)
- Gangsters, regia di Olivier Marchal (2002)
- Alive, regia di Frédéric Berte (2004)
- Dans les corders, regia di Magaly Richard-Serrano (2007)
- Camping 2, regia di Fabien Onteniente (2010)
- La Vérité si je mens! 3, regia di Thomas Gilou (2012)
- Stars 80, regia di Frédéric Forestier e Thomas Langmann (2012)
- Stars 80, La Suite, regia di Frédéric Forestier e Thomas Langmann (2017)

### Televisione
- Les héritiers, regia di Philippe Monnier (1980), serie TV
- Médecins de nuit, regia di Bruno Gantillton (1980), serie TV,  2ª stagione episodio 1
- Cinéma 16, regia di Liliane de Kermadec (1981), serie TV
- L'arme au bleu, regia di Maurice Frydland (1981), film TV
- Emmenenz-moi au théâtre: L'étrangleur s'excite, regia di Alexandre Tarta (1982), film TV
- La place du père, regia di Laurent Heynemman (1992), film TV
- Gli eredi, regia di Josée Dayan (1998), film TV
- Myster Mocky présente, regia di Jean-Pierre Mocky (2009), serie TV, 3ª stagione episodio 11
- Panique!, regia di Benoît d'Aubert (2009), film TV
- La Loi de..., regia di Jacques Malaterre (2016), serie TV, 3ª stagione, episodio 2

### Cortometraggi
- À vingt minutes par le R.E.R., regia di Richard Malbequi (1980)

## Doppiatori italiani
- Gigi Savoia in Se lo scopre Gargiulo
- Massimo Lodolo in Gli eredi